# 11326 Ladislavschmied
11326 Ladislavschmied è un asteroide della fascia principale. Scoperto nel 1995, presenta un'orbita caratterizzata da un semiasse maggiore pari a 2,4544354 UA e da un'eccentricità di 0,1268711, inclinata di 5,71204° rispetto all'eclittica.